# Tomáš Máder
Tomáš Máder (n. 18 aprilie 1974, Praga, Cehoslovacia) este un canoist ce a reprezentat Cehia, medaliat olimpic. A participat la 2 ediții ale Jocurilor Olimpice (2000, 2004) în care a câștigat o medalie de bronz.